# 唐永
唐永（?—?），北海郡平寿县（今山东省潍坊市西南）人，北魏、西魏官员。

## 生平
唐永祖籍晋昌郡冥安县（今甘肃省瓜州县东南），晋朝大乱，迁居丹杨。祖父唐揣，在北魏官至北海太守，定居青州。父亲唐伦，青州刺史。唐永身长八尺，年轻耿介，有将帅才，读《班超传》，有万里之志。正光年间，为北地郡太守，担任郡别将。叛军宿勤明达、车金雀等攻打郡境，唐永将他们击破，境内稍安。唐永善于驭下，士人都愿意为他所用。在北地四年数十战，未常败北。行台萧宝夤表唐永为南豳州刺史，夷人哭着挽留他，数日，始得出境。西魏文帝大统元年，为东雍州刺史，加卫将军，封平寿伯。卒，赠司空公。为官清廉，家无蓄积，妻子不免饥寒，为世人称道。

## 子孙
- 唐陵
  - 唐悟，唐陵之子
- 唐瑾
  - 唐令则，唐瑾次子

## 延伸阅读
[在维基数据编辑]
 《北史/卷067》，出自李延壽《北史》